# Tranvia di Svitto
La tranvia di Svitto era una linea tranviaria che collegava Svitto con la sua stazione ferroviaria e con Brunnen.

## Storia
La linea nacque per meglio collegare Svitto con la ferrovia del Gottardo: la stazione di Svitto si trova infatti nella frazione di Seewen, a circa due chilometri dal centro. Nel 1890 venne richiesta ed ottenuta la concessione federale per una ferrovia a vapore a scartamento ridotto (750 mm) da costruirsi sulla strada tra Seewen, Svitto e Brunnen. La concessione non ebbe seguito per l'impossibilità di attraversare a livello la ferrovia del Gottardo all'altezza della stazione di Brunnen; venne quindi proposta una modifica che prevedeva la costruzione di un tram a scartamento metrico e trazione elettrica da costruirsi a tratte per la quale fu ottenenuta nel 1898 una modifica alla concessione federale di otto anni prima.
Nel 1899 si costituì la società Elektrische Strassenbahn Schwyz-Seewen (Station Schwyz) (SSS) per la costruzione e l'esercizio della linea Svitto-Seewen, che aprì il 6 ottobre 1900.
Nel 1912 la SSS cambiò ragione sociale in Schwyzer Strassenbahnen (SStB); fu sotto la gestione della SStB che si poté prolungare la tranvia verso Brunnen con la costruzione di un ponte sul fiume Muota e di un sovrappasso sulla linea ferroviaria del Gottardo:
- il 12 ottobre 1914 aprì la tratta Svitto-Ibach[7];
- l'8 maggio 1915 aprì la tratta Ibach-Brunnen[8].

Nel 1945 la linea trasportò quasi 900.000 passeggeri, ma la diffusione della motorizzazione individuale causò un calo dei passeggeri, dovuto anche al fatto che il tram era visto come un ostacolo al traffico. Nel 1961 venne decisa la soppressione del servizio tranviario, e l'ultimo giorno di esercizio fu il 14 dicembre 1963; dal giorno successivo i tram vennero sostituiti da autobus.
Nel 1964 la SStB venne assorbita dalla Automobil AG Schwyz, fondata nel 1922 per l'esercizio di autolinee, che cambiò in seguito ragione sociale in Auto AG Schwyz.

## Caratteristiche
La linea, a scartamento metrico e binario unico, era lunga 7,1 km. La linea, originariamente alimentata in corrente alternata trifase alla tensione di 750 V, venne rielettrificata nel 1914 a corrente continua alla tensione di 1000 V; la pendenza massima era del 63 per mille, il raggio di curva minimo di 30 metri.

### Percorso
| Continuation backward |

| Station on track | Unknown route-map component "uexKBHFa" |  |

| Unknown route-map component "LSTR" | Unknown route-map component "uexHST" |  |

| Unknown route-map component "hKRZWae" | Unknown route-map component "uexhKRZWae" |  |

| Unknown route-map component "LSTR" | Unknown route-map component "uexHST" |  |

| Unknown route-map component "LSTR" | Unknown route-map component "uexHST" |  |

| Unknown route-map component "hKRZWae" | Unknown route-map component "uexhKRZWae" |  |

| Unknown route-map component "LSTR" | Unknown route-map component "uexHST" |  |

| Unknown route-map component "LSTR" | Unknown route-map component "uexHST" |  |

| Unknown route-map component "LSTR" | Unknown route-map component "uexHST" |  |

| One way leftward | Unknown route-map component "uxmKRZo" | Unknown route-map component "STR+r" |

|  | Unknown route-map component "uexHST" | Station on track |

|  |  | Unused straight waterway | One way leftward | Unknown route-map component "CONTfq" |

| Unknown route-map component "uexKBHFe" |

La linea partiva dal piazzale della stazione di Svitto, per dirigersi verso il capoluogo (Postplatz). Superato il deposito-officina (aperto nel 1914 in sostituzione di una rimessa a Seewen, venne ampliato negli anni Quaranta e utilizzato dall'Auto AG Schwyz come rimessa per gli autobus fino agli anni 2000, venne in seguito ceduto alla Victorinox) si supera il fiume Muota e si toccano Ibach e Ingenbohl; la tratta Ibach-Ingenbohl fu ricostruita nel 1931 in sede riservata. Scavalcata la ferrovia del Gottardo con un viadotto (utilizzato dal 1948 anche dal traffico automobilistico), si serviva la stazione di Brunnen, terminando la corsa in Kapellplatz nei pressi dell'imbarcadero sulle rive del lago dei Quattro Cantoni. Erano presenti dei raddoppi ai due capolinea, in Postplatz a Svitto, a Ibach e alla stazione di Brunnen.

## Materiale rotabile
Per la Svitto-Seewen Schlieren e Brown Boveri realizzarono tre tram a due assi (Ce 2/2 1÷3) lunghi 8 metri, dotati di due motori trifase da 25 CV l'uno e in grado di trasportare 16 persone sedute e 13 in piedi. Con la rielettrificazione in corrente continua venenro accantonati, e nel 1918 vennero ceduti alla Birseckbahn (tranvia Basilea-Dornach) che li fece ricostruire dalla SIG come rimorchiate; utilizzate fino al 1953, vennero in seguito trasformati in rotabili di servizio, impiegati sino agli anni Settanta.
Nel 1914 MAN e Brown Boveri fornirono sei motrici (Ce 2/2 1÷6) a due assi con due motori da 75 CV l'uno, in grado di trasportare 18 persone sedute e 42 in piedi e due rimorchi (C2 11÷12) a due assi in grado di trasportare 18 persone sedute e 37 in piedi; le motrici 2, 4 e 6 ricevettero una nuova cassa tra il 1950 e il 1956. Alla chiusura della linea un tram venne monumentato presso un asilo a Ingenbohl e un altro in un parco giochi a Svitto, due finirono in una discarica di rifiuti mentre il resto dei rotabili venne demolito.